# (21036) Nakamurayoshi
(21036) Nakamurayoshi est un astéroïde de la ceinture principale.

## Description
(21036) Nakamurayoshi est un astéroïde de la ceinture principale. Il fut découvert le 30 janvier 1990 à Kushiro par Masanori Matsuyama et Kazuro Watanabe. Il présente une orbite caractérisée par un demi-grand axe de 3,04 UA, une excentricité de 0,15 et une inclinaison de 10,6° par rapport à l'écliptique.

## Compléments